# Leon Boruński
Leon Boruński (ur. 9 października?/22 października 1909 w Petersburgu, zm. w lipcu 1942 w Otwocku) – polski pianista i kompozytor żydowskiego pochodzenia.

## Życiorys
Urodził się w Rosji w rodzinie polskich Żydów, Hersz Lejb Boruńskiego, adwokata posługującego się na co dzień imieniem Jerzy, i Berty z domu Krukowskiej. Był młodszym bratem Włodzimierza, aktora, reżysera, poety, satyryka i tłumacza. W 1918 przeniósł się wraz z rodziną do Łodzi. W tym samym roku rozpoczął naukę gry fortepianowej u Feliksa Rafała Halperna. W latach 1928–1932 studiował w Wyższej Szkole Muzycznej im. Fryderyka Chopina w Warszawie, w klasie fortepianu Józefa Śmidowicza. Od 1929 występował jako pianista w duecie fortepianowym z Henrykiem Warsem w teatrze rewiowym Morskie Oko. W 1932 wziął udział w II Międzynarodowym Konkursie Pianistycznym im. Fryderyka Chopina, gdzie dotarł do finału i otrzymał VII nagrodę. W 1933 wziął udział w Międzynarodowym Konkursie Muzycznym w Wiedniu, gdzie otrzymał dyplom półfinalisty. 
Był także kompozytorem. Komponował koncerty fortepianowe, pieśni na głos z fortepianem oraz miniatury fortepianowe. Skomponował też Symfonię dziecięcą. Dla warszawskich teatrów rewiowych pisał muzykę ilustracyjną, rozrywkową i jazzową. Grał w popularnych teatrach: Wielka Rewia, Cyrulik Warszawski, Morskie Oko, Qui Pro Quo, Stara Banda. Przez wiele lat akompaniował Hance Ordonównie. Od 1936 do września 1939 był pianistą w duecie akompaniatorskim z Karolem Gimplem w Cyruliku Warszawskim. Jesienią 1939 został kierownikiem muzycznym Białostockiego Teatru Miniatur. W maju 1940 występował w teatrze Kazimierza Krukowskiego, a następnie w orkiestrze jazzowej Ady Rosnera, z którą odbył tournée po ZSRR (m.in. w Moskwie, Leningradzie, Kijowie, Odessie, Sewastopolu czy Soczi). Na jesieni 1940 wrócił do Białegostoku, a następnie do Warszawy. Grał w getcie warszawskim w kawiarni „Pod 13tką” przy ulicy Leszno. W 1942 w wyniku choroby płuc znalazł się w sanatorium w Otwocku, gdzie pod koniec lipca tego roku Niemcy wymordowali wszystkich przebywających tam pensjonariuszy.

## Kompozycje
- Duet w aucie (1929)
- Daj mi Boże bez uroku! (1930)
- Tego nie wolno wziąć do ręki (1930)
- Tu mi wchodzi/Mnie tu wchodzi, tam wychodzi (1930)
- A ja mam nogi/ Ja mam nogi [foxtrot] (1933)
- Adieu chéri [walc angielski] (1933)
- Kubek w kubek [slowfox] (1933)
- Wszystko skończone [tango] (1933)
- Mała diablica [tango] (1934)
- Błękitny express/Jadę w życie błękitnym expressem [foxtrot] (1934)
- Bo ja tak chcę [foxtrot] (1934)
- Jakieś małe nic [slowfox] (1934)
- U cioci Pelagi (1934)
- W ogródku „Eldorado” (1937)
- Było nas na świecie troje [tango] (1938)
- Trzy listy [walc angielski] (1939)

Źródło:.